# Kammgarnspinnerei (Bietigheim-Bissingen)

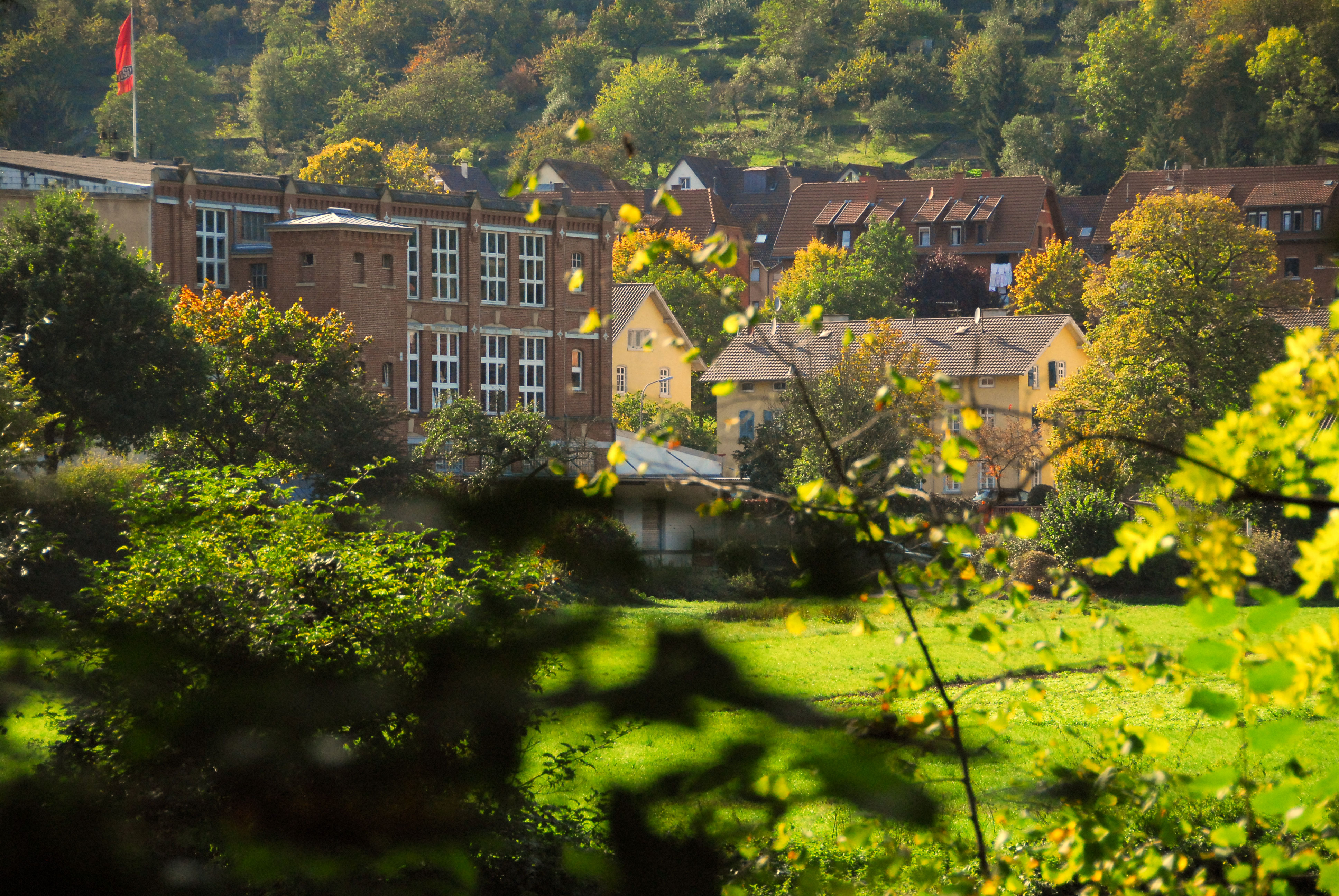
Blick vom östlichen Enzufer auf die Kammgarnspinnerei

Die Kammgarnspinnerei ist ein Wohngebiet in dem zur Großen Kreisstadt Bietigheim-Bissingen gehörenden Ort Bietigheim. Die Kammgarnspinnerei liegt an der B 27 Richtung Besigheim.

## Geschichte der Kammgarnspinnerei

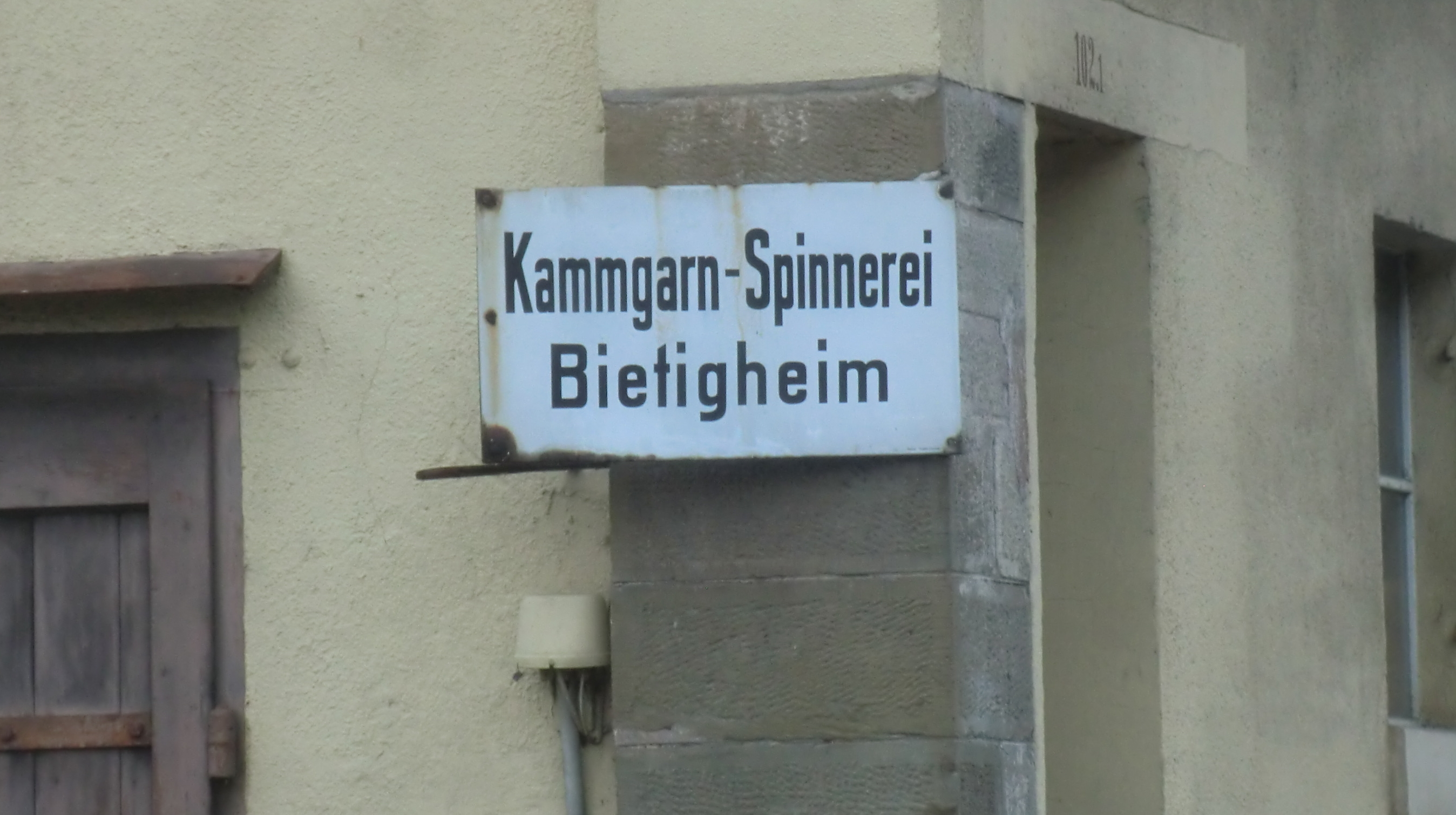
KSB

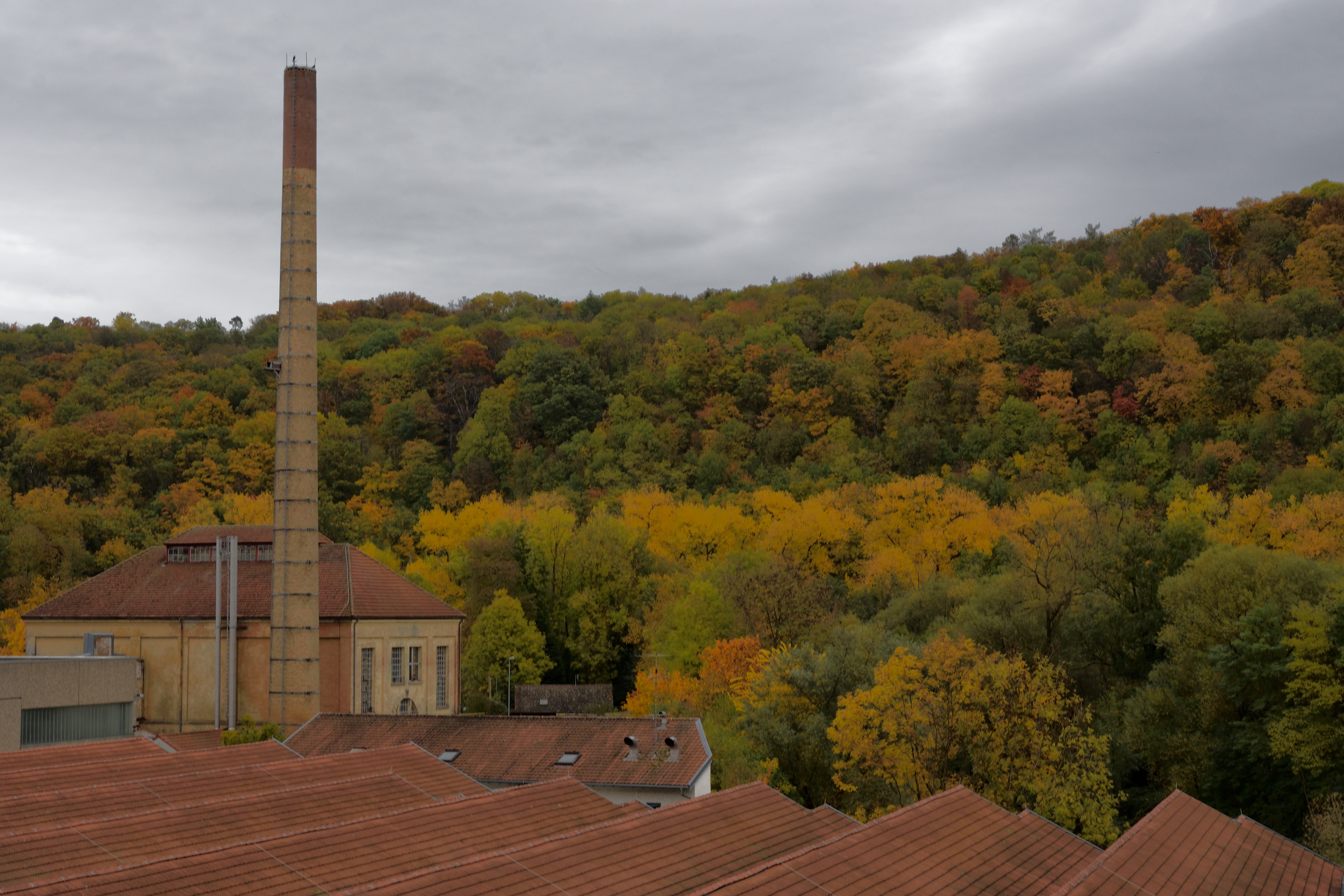
Blick von der Siedlung über die Fabrikgebäude

Die Geschichte der Kammgarnspinnerei ist untrennbar mit der Geschichte der ehemals ansässigen Aktiengesellschaft Kammgarnspinnerei Bietigheim verknüpft, die im Jahre 1856 gegründet wurde.
Relevante Faktoren für die Wahl eines Standortes waren die verkehrsgünstige Lage an der Heilbronn-Stuttgarter Landstraße, die Nähe zum Neckar bei Besigheim und zum Bietigheimer Bahnhof sowie die Möglichkeit, Arbeitskräfte im etwa 15.000 Einwohner umfassenden Einzugsgebiet der Fabrik zu finden. Das Wassergefälle der Enz bot eine nutzbare Kraft von 140 Pferdestärken bei mittlerem Wasserstand und von 100 Pferdestärken bei geringem Wasserstand.
Die Quelle gibt einen Überblick über die von der Kammgarnspinnerei erstellten Gebäude:
Neben dem Fabrikgebäude wurden eine Direktorenvilla (1856), Aufseherhäuser (1857) und eine stetig wachsende Zahl von Arbeiterwohnungen gebaut. Im Jahre 1910 lebten 191 männliche und 198 weibliche Beschäftigte der Kammgarnspinnerei in 69 Haushalten. 
In den Jahren 1900–1911 erlebte die Kammgarnspinnerei einen durch Preisverfall bedingten Niedergang, dessen Erholung durch Arbeitermangel behindert wird.
An den Jahresbilanzen wird deutlich, dass diese Probleme ab 1912 überwunden waren.
Die Zahl der Arbeiter stieg auf 541 Beschäftigte im Jahr 1933 an. In den Jahren des Zweiten Weltkrieges führten Devisenmangel und Probleme bei der Rohstoffbeschaffung zu einer teilweisen Stilllegung der Maschinen. Die Zahl der Beschäftigten am Ende des Zweiten Weltkrieges wird von M.Schirpf mit 124 und von G. Bentele mit 70 angegeben. Bis zum Jahr 1955 wuchs sie auf 564 Mitarbeiter.
Im Jahre 1985 erwarb und restaurierte die Firma Bessey Tool die unter Denkmalschutz stehenden Gebäude der ehemaligen Kammgarnspinnerei Bietigheim.

## Gegenwart

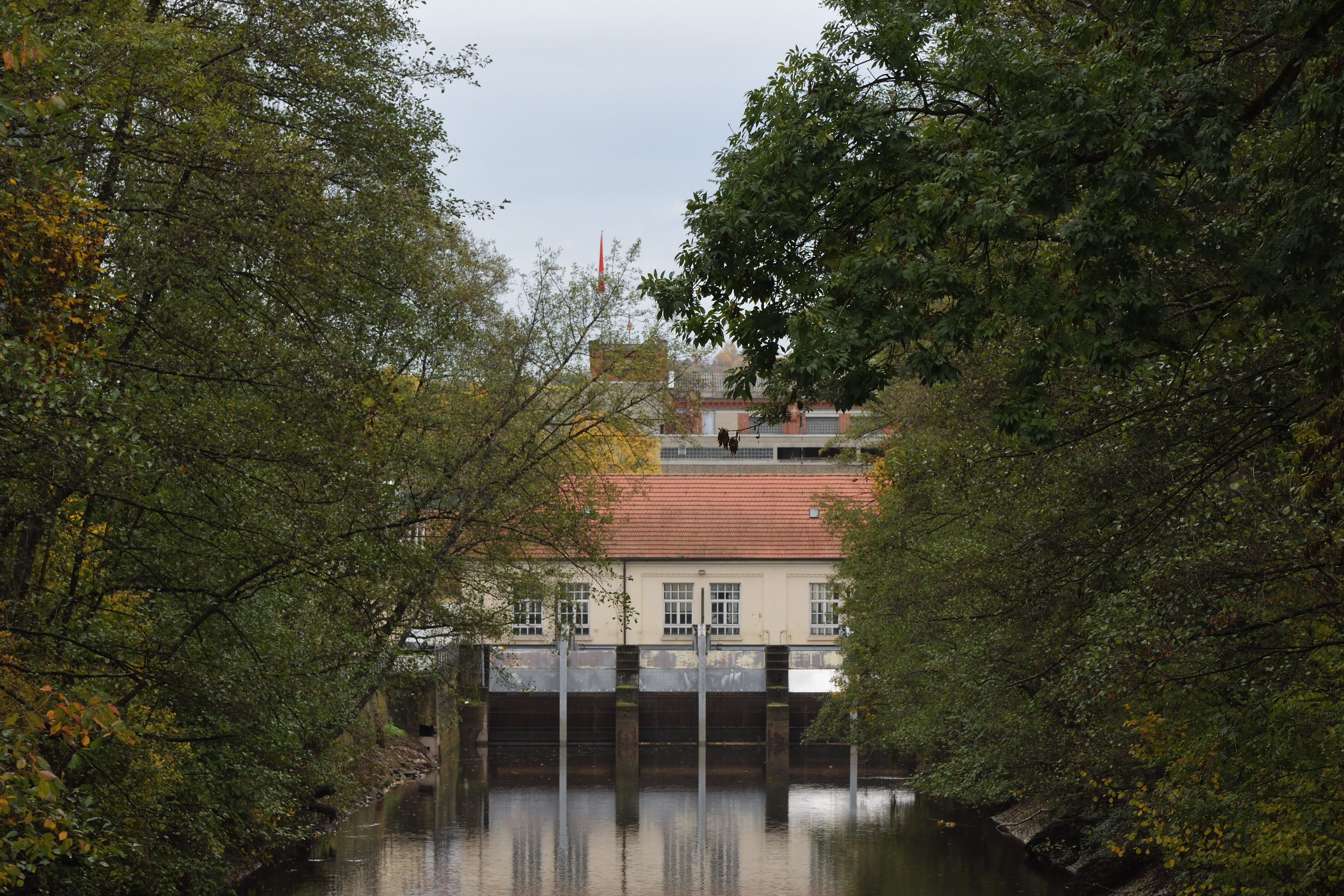
Zulauf zum Wasserkraftwerk

Heute ist die Kammgarnspinnerei ein Wohngebiet in dem zu Bietigheim-Bissingen gehörenden Stadtteil Bietigheim. Die komplett aus Ziegelsteinen gemauerten Wohn- und Fabrikgebäude sind bewohnt und bewirtschaftet, weitere Gebäude wurden im Rahmen des Bebauungsplanes erstellt.
Im Ortsteil Kammgarnspinnerei befindet sich unter anderem ein Kindergarten, die Modellbahnanlagen der Eisenbahnfreunde Bietigheim-Bissingen sowie ein Angelverein, in welchem alle zwei Jahre im Sommer ein traditionelles Fischerfest stattfindet. Die Linie 561 des Verkehrsverbundes Stuttgart verbindet die Kammgarnspinnerei mit Bietigheim.
Den Bietigheimern ist die Kammgarnspinnerei auch als Spinne, bzw. Spenne ein Begriff.